# Charlotte, North Carolina

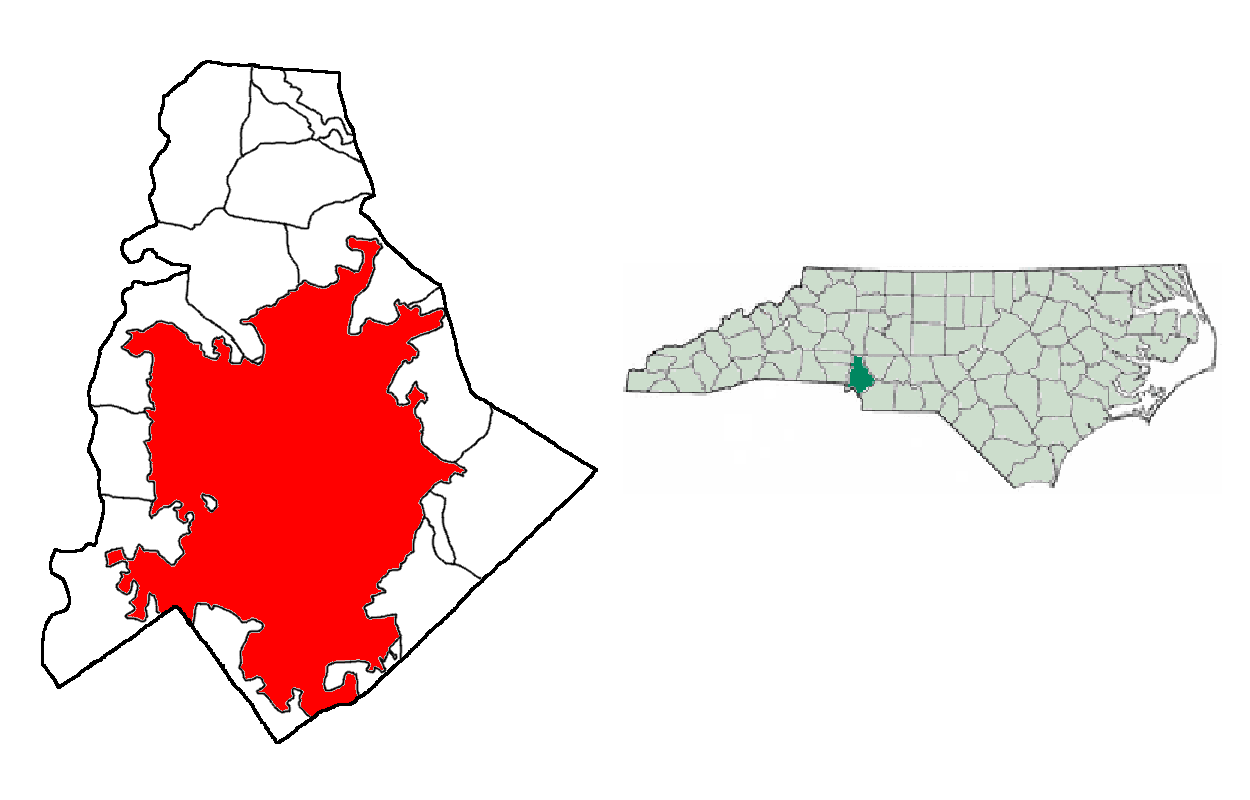
Karta över Mecklenburg County och North Carolina med Charlotte markerat.

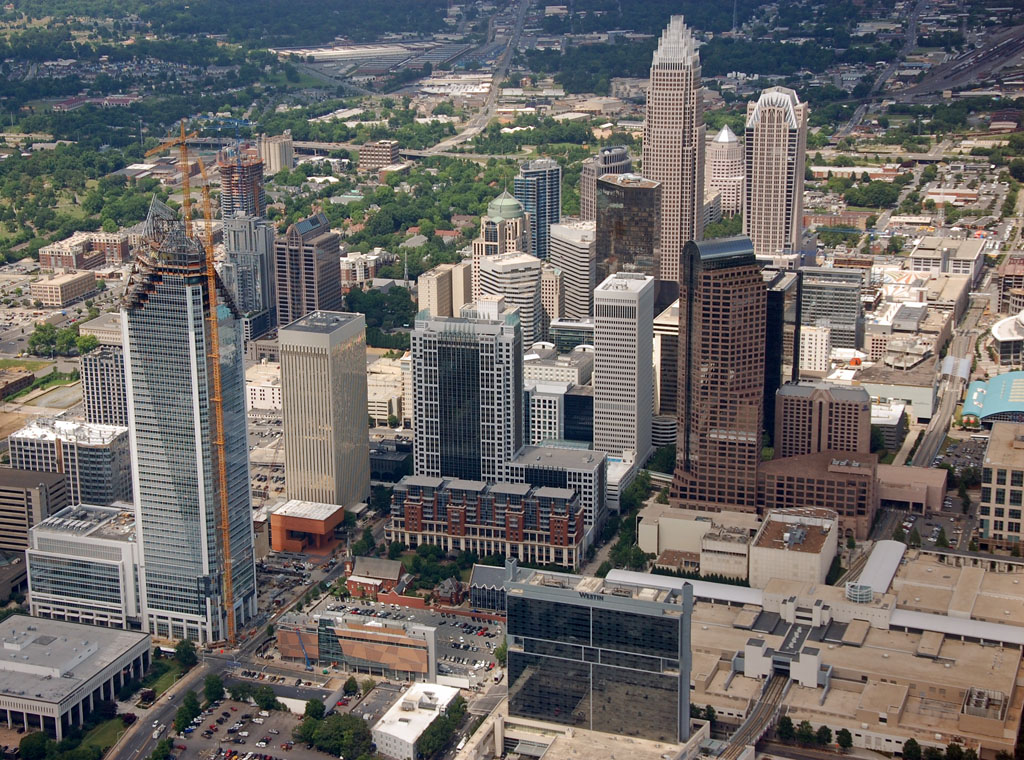
Uptown Charlotte (den amerikanska staden Charlottes centrum).

Charlotte är den största staden i den amerikanska delstaten North Carolina och är den 20:e största i USA. Den har en yta på 629,0 km² och en befolkning som uppgår till 731 424 invånare . Inom hela storstadsområdet bor 2 491 650 personer.
Staden är countysäte i Mecklenburg County och är belägen i den södra delen av delstaten nära gränsen till South Carolina. Charlottes ekonomiska utveckling har under 1990- och 2000-talet varit stark. Ekonomin har dominerats av finanssektorn. Bank of America har sitt huvudkontor här. Staden är USA:s 5:e snabbast växande, och den snabbast växande på östkusten. Charlottes storstadsregion är den största mellan Washington DC och Atlanta. 
En invånare i Charlotte kallas Charlottean. Staden, som också kallas The Queen City (Drottningsstaden), uppkallades efter den engelska drottningen Charlotte av Mecklenburg-Strelitz, gift med Georg III av Storbritannien.

## Historia
Området som idag är känt som Charlotte bosattes första gången 1755 då Thomas Polk (farbror till president James K. Polk), som reste med Thomas Spratt och hans familj, bosatte sig vid korsningen av två indianska handelsvägar som gick mellan Yadkin- och Catawbafloderna. En av vägarna löpte från norr till söder och var del av Great Wagon Road, den andra vägen gick i öst-västlig riktning längs det som idag kallas Trade Street. Under början av 1700-talet ledde Great Wagon Road bosättare av skotskt-irländskt ursprung tillsammans med tyskar från Pennsylvania till Carolinas bergskant och bosättningen som växte. Samhället och kommunen (the county) uppkallades efter den engelska drottning Charlotte av Mecklenburg-Strelitz gift med kung Georg III och fick stadsrättigheter 1768 Under de första decennierna växte orten och bildade samhället "Charlotte Town". Vägarna som fortsatte mot Piedmontområdet blev hjärtat av dagens Uptown Charlotte.
Från 1770 växte staden enligt ett klassisk rutnät. Handelsvägen från öst till väst blev Trade Street, och Great Wagon Road blev Tryon Street för att hedra William Tryon, kunglig guvernör över det koloniala North Carolina. Platsen där de två vägarna möts kallas "Trade & Tryon" eller förenklat "The Square".
Under det amerikanska revolutionskriget intogs Charlotte av den brittiske befälhavaren Charles Cornwallis, men tvingades utrymma staden efter att invånarna gjort uppror.

## Uptown Charlotte
Uptown Charlotte (även kallat Downtown Charlotte) är beteckningen för den amerikanska staden Charlottes centrum eller citykärna. I Uptown Charlotte finns många banker och finansinstitut, bland annat ligger huvudkontoret för Bank of America här. Stadens museum, hotell, restauranger och barer är också starkt koncentrerade till denna stadsdel.

## Sevärdheter
- Discovery Place
- Avenue
- ImaginOn
- TradeMark
- The Vue
- Main Library
- Levine Museum of the New South
- Nascar Hall of Fame

## Kommunikationer

### Kollektivtrafik
Charlotte Area Transit System (CATS) är myndigheten som ansvarar för all kollektivtrafik i Charlotte och Mecklenburg County.
Cats sköter spårvagnar, historiska spårvagnar, expressbussar, och busstrafiken genom Charlotte och omliggande förorter. Tågsystemet Lynx  består av 15,44 kilometer spår på en linje kallad Blue Line. Linjen löper från norr till söder. Antalet bussresenärer har ökat (66 procent sedan 1998), men långsammare trots att turerna utökats och ökat med 170 procent under samma tid.

### Flygtrafik
Charlotte Douglas International Airport är världens sjunde och USA:s sjätte största flygplats 2015 räknat till trafiken. Den tjänas av många inrikesflygningar, samt av internationella bolag som Air Canada och Lufthansa. Flygplatsen är också US Airways största nav. Direktlinjer finns härifrån till många destinationer i USA, Kanada, Centralamerika, Karibien, Europa samt Mexiko.

### Vägar
Charlottes centrala belägenhet mellan städerna i nordöst och sydöst har gjort staden till en stor knutpunkt för vägtrafiken med två interstatevägar, I-85 och I-77. Vägarna går båda genom närheten av stadens centrum. Charlottes ringled, kallad I-485 eller endast kallad "485". Ringleden är 108,8 kilometer lång och stod klar i juni 2015.

## Sport
- Carolina Panthers i NFL - amerikansk fotboll
- Charlotte Hornets i NBA - basketboll
- Charlotte Knights i IL - baseboll

Charlotte anses även som hem för NASCAR, och två race hålls årligen på Charlotte Motor Speedway utanför staden, varav det ena, Coca-Cola 600 hålls den sista helgen i maj och är det längsta racet i världen där bara en förare kör bilen.

## Kända personer
- Don Schollander - simmare
- Corey Seager - basebollspelare
- Luke Combs - countrysångare